# Анёл, Станислав

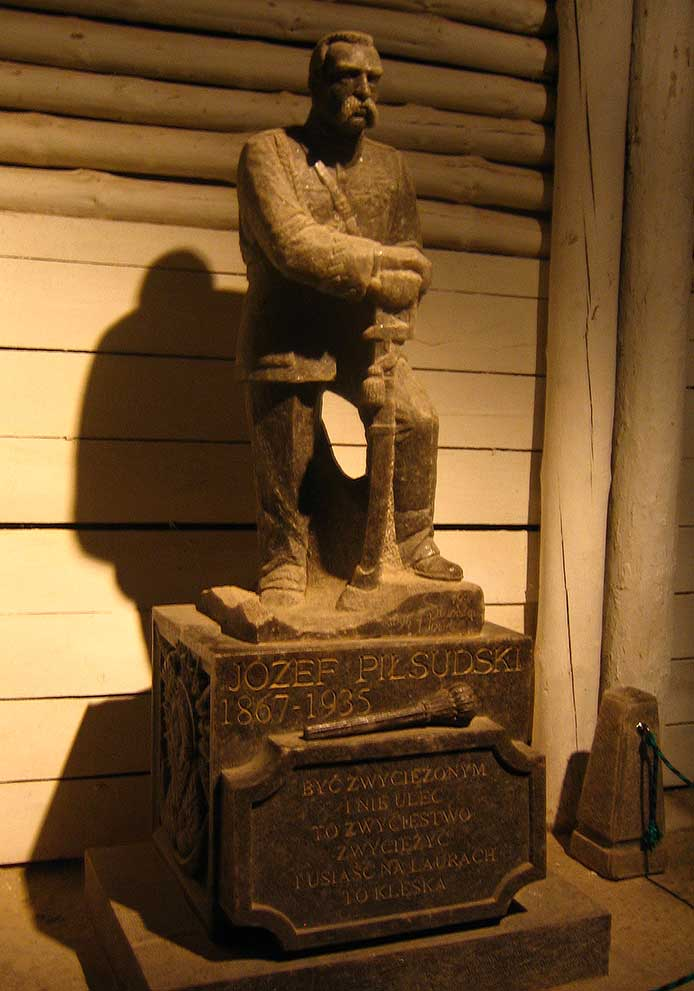
Статуя Юзефа Пилсудского, Соляная шахта в Величке, Польша

Стани́слав А́нёл (пол. Stanisław Anioł, 6.05.1950 г., Величка, Польша) — польский скульптор, в течение многих лет созидающий скульптуры из галита в Соляной шахте в городе Величка.

## Творчество
- Статуя Юзефа Пилсудского, созданная в 1997 году. Находится в Соляной шахте;
- Статуя Римского папы Иоанна Павла II, созданная в 1999 году. Сегодня находится в часовне святой Кинги в Соляной шахте;
- Статуя Казначея созданная для польской экспозиции выставки EXPO 2000 года в Ганновере. В настоящее время находится в Веймарской камере в Соляной шахте;
- Скульптура в память 25-летней годовщины внесения в список ЮНЕСКО Соляной шахты в Величке. Скульптура создана в 2003 году на главной площади Кракова;
- Пресвитерий часовни святой Кинги, созданный в 2003 году;
- Бюст священника Ежи Попелюшко, созданный в 2004 году. Бюст сегодня хранится в приходе святого Станислава Костки в городе — Жолибоже.